# Campo (informatica)
In informatica, il campo è la rappresentazione di un dato su un supporto elaborabile. Più specificamente, è un'area di un record che contiene un solo elemento o gruppo omogeneo di dati.
Nei supporti elaborativi il dato può essere visto come una sequenza di caratteri alfanumerici, valori numerici o caratteri speciali espressi nella forma originale o codificata. 
Generalmente ciascun campo di un record ha un nome: esempi di campo sono la data di pubblicazione di un libro oppure il cognome di uno studente.
| Controllo di autorità | GND (DE) 4268379-8 |